# Nyizsnyij Ogyesz
Nyizsnyij Ogyesz (oroszul: Нижний Одес, komi nyelven Улыс Öдöс) városi jellegű település Oroszországban, Komiföldön. Lakossága: 9680 fő (a 2010. évi népszámláláskor).
Önkormányzati szempontból Szosznogorszk önkormányzati járáshoz tartozik.

## Fekvése
Komiföld középső részén, Szosznogorszk központjától 55-60 km-re északkeletre, a Nyizsnyij Ogyesz (az Izsma mellékfolyója) felső folyásán helyezkedik el. A legközelebbi vasútállomás Szosznogorszkban van, a Komiföldet délnyugat–északkeleti irányban átszelő Kotlasz–Vorkuta vasúti fővonalon. Szosznogorszkba menetrendszerű autóbuszjárat is közlekedik.

## Neve
Neve a folyónévből keletkezett. A komi „Öдöс” szó első része: öд kb. jelentése 'gyorsaság, sebesség'; második része: -öс (-эс) főnévképző. Az orosz „nyizsnyij” jelentése 'alsó'. (A közelben van Verhnyij Ogyesz, vagyis Felső Ogyesz nevű folyó is.)  

## Története
A település létrejötte a nyugat-tebuki olajlelőhely felfedezéséhez kapcsolódik, ahol először 1959-ben tört fel olaj az egyik fúrásból. Vojvozsból érkezett szakemberek és olajmunkások 1961-ben kezdték meg a feltárást és a kitermelést Tebuk településtől 17 km-re. A közeli fenyőerdőben felépített munkatelepből nőtt ki Nyizsnyij Ogyesz település, melyet hivatalosan 1964-ben alapítottak meg, bár akkorra már 2390 lakosa volt. 